# Unidad de cuenta
Unidad de cuenta, moneda de cuenta o moneda teórica, incluso moneda imaginaria, es una unidad monetaria que, en la mayoría de las ocasiones, no tiene una correspondencia física (es decir, no se acuña o emite) pero, a pesar de ser imaginaria (o, más bien, gracias a ello), se utiliza en las transacciones comerciales y la contabilidad, y mide el valor de mercado.

## Historia
Históricamente, las monedas de cuenta fueron monedas que habían dejado de tener circulación real y que se dejaron de acuñar, pero que siguieron utilizándose a efectos contables. Ejemplos de este tipo fueron el talento, como el sous en el Imperio carolingio, el maravedí en la Corona de Castilla o el sistema carolingio de libra, sueldo, dinero utilizado e imitado en los reinos europeos occidentales (libra tornesa, libra parisina, libra navarra, libra catalana o el libra jaquesa, de gran arraigo en la Corona de Aragón). Como explicaba Mateu y Llopis:

«El sistema monetario se hallaba basado en el sueldo y la libra, común a toda la Europa del siglo XI, como recuerdo del sistema carolingio. La base del sueldo era el dinero, moneda efectiva, de vellón, con un divisor, su mitad, llamado óbolo o miaja; la suma de doce dineros integraban el sueldo, unidad de cuenta, llamado sueldo jaqués; la suma de 20 sueldos jaqueses era la libra, unidad también de cuenta, la mayor.»
Felipe Mateu y Llopis, La moneda española, 1946.

En España, durante los siglos XVI al XVIII, la moneda de cuenta más habitual era el ducado con diversas equivalencias según el momento. Pero, a pesar de emplear el mismo nombre, no debe confundirse con los ducados realmente acuñados en oro y plata por reinos medievales como Sicilia, Nápoles, Aragón o Castilla.
Más recientemente, en la Unión Europea se utilizó el ECU (European Currency Unit o Unidad Monetaria Europea) como unidad de cuenta en el periodo de transición entre las monedas nacionales y el euro.

## Uso
La moneda de cuenta es la que no se utiliza físicamente para el cambio, sino que se usa como valor o medida de referencia para otras monedas existentes. Sin embargo, su valor puede variar dependiendo del lugar. 
Las mercancías en venta en un mercado son ajustadas usando una unidad de cuenta. De esta forma el valor es decidido por el vendedor y expresado al comprador. Esto ocurre explícitamente cuando se trata de un mercado que utiliza moneda, pero también implícitamente cuando las transacciones  se realizan a través del trueque.
Aunque forma de computar la contabilidad oficial puede determinarse por las autoridades económicas, la utilización de una u otra unidad de cuenta puede realizarse a preferencia del agente económico, siempre que los pagos en efectivo se realicen en un medio de pago que es aceptado por ambas partes de la transacción, con lo que la correspondencia de las monedas con las unidades de cuenta deben estar fijadas o sujetas a cotización.